# Bataille de Mostertshoek
Seconde guerre des Boers
Batailles
Raid Jameson (décembre 1895 - janvier 1896)
- Doornkop

Front ouest (octobre 1899 - juin 1900)
- Kraaipan
- Belmont
- Graspan
- Modder River
- Stormberg
- Magersfontein
- Kimberley
- Paardeberg
- Poplar Grove
- Driefontein
- Sand River
- Mafeking
- Doornkop
- Biddulphsberg
- Lindley
- Diamond Hill

Front est (octobre 1899 - août 1900)
- Talana Hill
- Elandslaagte
- Rietfontein
- Bataille de Ladysmith
- Colenso
- Spion Kop
- Vaal Krantz
- Siège de Ladysmith
- Libération de Ladysmith
- Bergendal

Raids et guérillas (mars 1900 - mai 1902)
- Sanna's Post
- Mostertshoek
- Jammerbergdrift
- Roodewal
- Bothaville
- Leliefontein
- Nooitgedacht
- Vlakfontein
- Groenkloof
- Elands River
- Bloedrivier Poort
- Bakenlaagte
- Groenkop
- Tweebosch
- Rooiwal

La bataille de Mostertshoek (ou parfois bataille de Reddersburg) fut un affrontement tenu au cours de la seconde guerre des Boers (1899-1902) entre l'Empire britannique et les Boers des deux républiques indépendantes de l'État libre d'Orange et du Transvaal.

## Rétroactes
Face à la prise de Bloemfontein par les Britanniques le 13 mars 1900, les Boers se réunirent le 17 mars en un Kriegsraat (Conseil de guerre) dans les environs de Kroonstad, et décidèrent d'une nouvelle stratégie contre les britanniques, faites de raids et guérillas. Compte tenu des effectifs respectifs et de l'équipement des deux armées en présence, une guerre régulière était en effet devenu impossible pour les Boers.
Les Boers inaugurèrent cette stratégie par la victoire de Sanna's Post obtenue le 31 mars 1900 par le général Christiaan De Wet.

## La bataille
De Wet et ses 2 000 hommes attaquèrent une colonne britannique de la Royal Irish Rifles à proximité de Reddersburg le 3 avril. Les forces Boers en surnombre emportèrent la victoire sans difficulté, et obtinrent la reddition britannique le lendemain.
Confirmant Sanna's Post, les Boers poursuivirent cette forme de guerre pendant deux années.